# Бей-Сити (Мичиган)
Бей-Сити (англ. Bay City) — город в округе Бей штата Мичиган, США. Расположен у озера Гурон, вдоль берега залива Сагино и является главным городом метрополитенского статистического ареала Бей-Сити. Согласно переписи, на 2019 год население города составляло 32 717 человека. Вместе с прилежащими Мидлендом и Сагино он составляет регион «Три-Ситис», в последнее время также известный как «Грейт-Лейкс-Бей» (англ. Great Lakes Bay).

## География
Город делит пополам река Сагино, сообщение между западной и восточной частями осуществляется за счёт четырёх раскрывающихся мостов.

### Демография
Динамика численности населения города по годам:
| 1980   | 1990   | 2000   | 2010   | 2019   |
| ------ | ------ | ------ | ------ | ------ |
| 41 593 | 38 936 | 36 820 | 34 929 | 32 717 |

## Известные жители
- Бетси Брандт — актриса;
- Джон Гэррелс — легкоатлет, призёр Олимпийских игр;
- Джон Лист — массовый убийца;
- Мадонна — певица и актриса;
- Ричард Макдермотт — конькобежец, Олимпийский чемпион;
- Энни Тейлор — впервые преодолела Ниагарский водопад в деревянной бочке;
- Эрик Эш — боксёр, кикбоксер и боец смешанных единоборств.

## Города-побратимы
- Ансбах, Германия (1960)